# JWH-116
JWH-116，化学名N-正戊基-2-乙基-3-(1-萘甲酰基)吲哚，分子式C
26H
27NO，属于萘甲酰基吲哚类JWH系列大麻素，是大麻素受体CB1的激动剂。